# Yubei
Yubei är ett inre stadsdistrikt i Chongqings storstadsområde i sydvästra Kina. Det ligger norr om det centrala stadsdistriktet Yuzhong. Här finns Chongqing Jiangbei International Airport.

## Administrativ indelning
Distriktet är indelat i 19 stadsdelsdistrikt och 11 köpingar.
Stadsdelsdistrikt (jiedao):

- Baoshenghu (宝圣湖街道)
- Cuiyun (翠云街道)
- Dazhulin (大竹林街道 )
- Huixing (回兴街道)
- Jinshan (金山街道)
- Kangmei (康美街道)
- Lianglu (两路街道)
- Lijia (礼嘉街道)
- Longshan (龙山街道)
- Longta (龙塔街道)
- Longxi (龙溪街道)
- Renhe (人和街道)
- Shuangfengqiao (双凤桥街道)
- Shuanglonghu (双龙湖街道)
- Tiangongdian (天宫殿街道)
- Wangjia (王家街道)
- Xiantao (仙桃街道)
- Yuanyang (鸳鸯街道)
- Yuelai (悦来街道)

Köpingar (zhen):

- Cizhu (茨竹镇)
- Dasheng (大盛镇)
- Dawan (大湾镇)
- Gulu (古路镇)
- Longxing (龙兴镇)
- Luoqi (洛碛镇)
- Mu'er (木耳镇)
- Shichuan (石船镇)
- Tongjing (统景镇)
- Xinglong (兴隆镇)
- Yufengshan (玉峰山镇)